# Stazione di Custom House
La stazione di Custom House è una stazione ferroviaria, situata lungo la ferrovia Crossrail, e della Docklands Light Railway, ubicata nella zona di Custom House nel borgo londinese di Newham.

## Storia
La prima stazione Custom House venne aperta nel 1855, dalla Eastern Counties Railway (ECR) sulla linea Eastern Counties and Thames Junction Railway (ECTJR) costruita per collegare la Eastern Counties Railway a Stratford a seguito dello sviluppo del porto di Londra.
Dopo diversi cambiamenti avvenuti durante il XX secolo, e dopo la privatizzazione delle ferrovie, nel 1994, il tracciato di Custom House passò alla Railtrack che operava la North London Railways. 
L'adiacente stazione della Docklands Light Railway (DLR) aprì il 28 marzo 1994 come parte dell'estensione a Beckton.
La stazione chiuse il 9 dicembre 2006 ed oggi è servita dai treni della Docklands Light Railway.

## Movimento
Custom House è un nodo ferroviario con servizi ferroviari suburbani della Elizabeth Line.
È inoltre servita dalle relazioni della Docklands Light Railway provenienti da Bank e da Tower Gateway.

## Interscambi
Nelle vicinanze della stazione effettuano fermata alcune linee automobilistiche urbane, gestite da London Buses